# 안자이 다쓰야
안자이 다쓰야(일본어: 安在 達弥, 1996년 5월 9일~)는 일본의 축구 선수이다.

## 구단 경력
그는 2019년 J2리그의 도쿄 베르디에 입단했다. 2020년 J3리그의 아술 클라로 누마즈로 이적했다. 2024년까지 156경기에 출전하여, 6득점을 넣었다. 2025년 후쿠시마 유나이티드 FC로 이적했다.